# Raimund VII. (Toulouse)
Raimund VII. von Toulouse (französisch: Raymond de Toulouse; okzitanisch: Ramon de Tolosa; * Juli 1197 in Beaucaire; † 27. September 1249 in Millau) war von 1222 bis zu seinem Tod der letzte Graf von Toulouse aus dem Geschlecht der Raimundiner (Haus Toulouse). Zu Lebzeiten seines Vaters oft „der Jüngere“ genannt, führte er dessen Widerstand gegen den Albigenserkreuzzug und die französische Königsmacht der Kapetinger letztlich erfolglos fort.

## Frühe Jahre

### Kreuzzug gegen die Albigenser
Raimund VII. war der einzige legitim geborene Sohn seines Vaters Raimund VI. aus dessen vierter Ehe mit Johanna Plantagenet, die 1199 gestorben war. Er wurde direkt in die Zeit hineingeboren, in der die Verfolgung der im Herrschaftsbereich der Tolosanergrafen, entsprechend der heutigen Region Midi-Pyrénées, weit verbreiteten Glaubensbewegung der Katharer durch die römisch-katholische Kirche militarisiert wurde. Der im Jahr 1208 von Papst Innozenz III. ausgerufene Albigenserkreuzzug hatte gravierende soziale und politische Umwälzungen im Land südlich der Loire hervorgerufen, das aufgrund der Sprache seiner Bewohner im hohen Mittelalter Occitania, oder von den Nordfranzosen schlicht Languedoc genannt wurde. Raimunds Vater hatte sich diesem Kreuzzug nach einer demütigenden Bußzeremonie in Saint-Gilles 1209 zunächst noch unterworfen, sich ab 1211 aber gegen ihn und die weltliche Machtpolitik seines Anführers Simon de Montfort gestellt, wofür er vom Papst mit dem Kirchenbann belegt und mit der Enteignung bedroht wurde. Das Haus Toulouse hatte die Führung des Widerstands gegen den Kreuzzug übernommen, dessen Auswirkungen das gesamte Leben Raimunds VII. bestimmten.
Als Zwölfjähriger trat Raimund VII. an der Seite seines Vaters erstmals im Sommer 1209 in Carcassonne im Heer der Kreuzfahrer in Erscheinung, die gerade Simon de Montfort zu ihrem Anführer gewählt hatten. Der Vater wurde in diesem Jahr erneut gebannt und nachdem die Kreuzfahrer im Jahr 1211 mit der Stadt Lavaur erstmals eine gräfliche Domäne angegriffen hatten, stellte sich das Grafenhaus an die Spitze des Widerstandes gegen sie. Um gegen die mehrheitlich nordfranzösischen Ritter bestehen zu können, hatte Raimund VI. eine politische Annäherung an König Peter II. von Aragón gesucht, die dynastisch besiegelt werden sollte. Dazu verheiratete der alte Graf im März 1211 seinen Sohn mit der Infanta Sancha, die nicht nur eine Schwester des aragónesischen Königs war, sondern auch die seiner sechsten Ehefrau, womit Raimund VII. zum Schwager seiner Stiefmutter und seines Vaters wurde. Diese Familienkonstellation wurde von den geistlichen Kreuzzugsführern als weiterer Beweis für die moralische Verkommenheit des toulousanischen Grafenhauses herangezogen, die sich aus seiner Nähe zur katharischen Häresie begründen würde. Der von König Peter II. und Raimund VI. im Herbst 1212 ausgearbeitete Friedensplan hatte unter anderem eine Abdankung des alten Grafen zugunsten seines Sohnes beinhaltet, für den der König die Vormundschaftsregierung in Toulouse bis zum Erreichen der Mündigkeit führen sollte. Vom Papst wurde dieser Lösungsvorschlag schlussendlich abgelehnt, dennoch leisteten Raimund VI. und auch Raimund VII. am 27. Januar 1213 den Lehnseid gegenüber König Peter II., dem sie sich so als ihren Schutzherrn unterwarfen. Die okzitanischen Fürsten erlitten jedoch darauf am 12. September in der entscheidenden Schlacht bei Muret eine vernichtende Niederlage gegen die Kreuzritter, in der König Peter II. getötet wurde. Im Sommer 1215 mussten die Stadtoberen von Toulouse Simon de Montfort den Einzug gewähren, während die Grafenfamilie ihrerseits die Stadt verlassen musste. Raimund VII. war mit nach Rom zum vierten Laterankonzil gereist, das über die politische Ordnung nach dem scheinbar entschiedenen Kreuzzug entscheiden sollte. Es endete am 30. November 1215 mit der formellen Absetzung Raimunds VI. und Enterbung Raimunds VII. zugunsten von Simon de Montfort. Der junge Raimund VII. sollte lediglich das Agenais behalten dürfen, das ein Erbe seiner Mutter gewesen war. Vom Papst erhielt er dazu noch eine Restituierung der Markgrafschaft Provence in Aussicht gestellt, sofern er sich zukünftig als gehorsamstreu gegenüber dem Heiligen Stuhl erweisen sollte.

### Rückeroberung
Unter dem Bruch eines auf dem Konzil verhängten Exilgebots waren die beiden Raimunde im Winter 1215 auf dem Seeweg von Genua aus nach Marseille gereist, wo sie unter der Anteilnahme der Bevölkerung wieder ihr Land betraten. Damit signalisierten sie den Beginn der Rückeroberung ihrer Erbländer, an der Raimund VII. nun aktiv teilnahm, indem er die Leitung der militärischen Aktionen übernahm. Nachdem sich ihm der provenzalische Adel und seine Kommunen, allen voran Avignon, angeschlossen hatten, konnte er im Frühjahr 1216 in seine Geburtsstadt Beaucaire einziehen und die dortigen Kreuzritter in der Burg einschließen, worauf Simon de Montfort seinerseits mit einer Belagerung der Stadt reagierte. Aufgrund von Nachschub- und Personalmangel musste Montfort im August 1216 die Belagerung abbrechen und die Burg aufgeben, womit ihm die erste große Niederlage zugefügt werden konnte. Im folgenden Jahr konnte Raimund VII. den Rest der Markgrafschaft Provence befreien und die Herrschaft des Grafenhauses neu etablieren. Die Urkunden und Privilegien, die er in dieser Zeit ausstellte, hatte er bereits als „junger Graf“ und „Sohn des Grundherrn Raimund, durch die Gnade Gottes Herzog von Narbonne, Graf von Toulouse und Markgraf der Provence“ besiegelt, womit er die Weigerung des Hauses Toulouse, das Urteil des vierten Laterankonzils zu akzeptieren, deutlicher nicht zum Ausdruck bringen konnte. Am 13. September 1217 konnte der alte Graf nach zwei Jahren der Abwesenheit in Toulouse einziehen, das sofort von Montfort belagert wurde. Raimund VII. stieß am 7. Juni 1218 mit einem Kontingent provenzalischer Ritter zu den Verteidigern und am 25. Juni wurde Simon de Montfort von einem Katapultgeschoss getötet, worauf die Kreuzfahrer die Belagerung abbrachen.
Von da an befanden sich die Kreuzritter, die nun von dem jungen und militärisch unfähigen Amaury de Montfort angeführt wurden,  in der Defensive. Raimund VII. nahm die militärische Befreiung des restlichen Toulousaine und die Wiederherstellung der gräflichen Autorität für seinen alten Vater in die Hand. Bei Meilhan schlug er ein Kreuzritterheer, das vollständig niedergemacht wurde. Am 6. Januar 1219 nahm er die Rückkehr von Najac und mehrerer Grundherren unter die gräfliche Hoheit entgegen. Im Frühjahr 1219 war er schließlich an der blutigen und siegreichen Schlacht von Baziège als Anführer der okzitanischen Reserve beteiligt, an der Seite des Grafen Raimund Roger von Foix, eines alten Kampfgefährten seines Vaters. Im Frühjahr 1220 eroberte er Lavaur, Puylaurens und dann Castelnaudary zurück. In letzterer Stadt wurde er sogleich von Amaury de Montfort über ein halbes Jahr lang eingeschlossen, bis sich dieser im Februar 1221 zum Abbruch der Belagerung und Rückzug nach Carcassonne gezwungen sah. Raimund setzte ihm nach und eroberte dabei Montréal, wo der alte Kreuzritter Alain de Roucy getötet wurde. Bis zum Jahresende 1221 befreite er Agen und den Rest des Aganais, das ihm von Montfort trotz des Urteils vom vierten Lateran nie ausgehändigt worden war. Am 27. März 1222 nahm er die Unterwerfung von Moissac im Quercy entgegen.
Nachdem sich Amaury de Montfort der Aussichtslosigkeit seiner Lage bewusst geworden war, hatte er sich im Mai 1222 zu einer Übertragung seiner vom Vater übernommenen Erbrechte, die den Montfort vom vierten Lateran zuerkannt worden waren, an den französischen König Philipp II. August entschlossen und dafür die Unterstützung Papst Honorius’ III. erhalten. Raimund VII. hatte davon erfahren und sich seinerseits dem König in einem Schreiben vom 16. Juni 1222 als Vasall anerboten. Eine Anerkennung seitens des Königs hätte nicht nur die Rechte der Montfort negiert, sondern auch die Gefahr eines militärischen Eingreifens des Königs im Languedoc gebannt. Doch der König hatte beide Angebote einstweilen abgelehnt und seine Entscheidung in der Albigenserfrage auf ein noch einzuberufendes Parlament vertagt. Bevor dieses abgehalten werden konnte, war der König verstorben, und seine Nachfolge hatte Ludwig VIII. angetreten, der sich früher schon als Kreuzzügler hervorgetan hatte.

## Graf von Toulouse

### Sieg über den päpstlichen Kreuzzug
Am 2. August 1222 war Raimund VI. gestorben und am 21. September wurde Raimund VII. in der Kirche Saint-Pierre-des-Cuisines feierlich inthronisiert. Das folgende Jahr war vom Abwarten auf die Entscheidung König Philipps II. bezüglich der Albigenserfrage vergangen, die wegen des Tods des Königs 1223 letztlich ausgeblieben war. Weil Amaury de Montfort vom neuen König Ludwig VIII. lediglich eine kleine finanzielle Unterstützung erhielt, hatte er im Sommer 1223 an Raimund VII. seine Friedensbereitschaft signalisiert. Beide trafen sich im Juli/August des Jahres in Carcassonne, wo sie sich sogar ein Zimmer teilten und ein Eheprojekt zwischen beiden Familien erörterten. Die Gespräche scheiterten letztendlich, worauf sich Raimund im Herbst 1223 mit dem aus Katalonien zurückkehrenden Raimund II. Trencavel verbündete und die Belagerung von Carcassonne aufnahm, welches das Erbe der Trencavel war. Mittellos und nur noch mit zwanzig Kreuzrittern in seinem Gefolge musste Amaury de Montfort am 14. Januar 1224 am Ufer der Aude seine Kapitulation unterzeichnen, die vom Erzbischof von Narbonne, Arnaud Amaury, vermittelt wurde, der einst einer der eifrigsten Kreuzzugsführer gewesen war. Nach beinahe fünfzehn Jahren des Krieges wurde der von Papst Innozenz III. 1208 proklamierte Kreuzzug mit seiner militärischen Niederlage und mit dem Sieg der okzitanischen Fürsten beendet.
In der Folgezeit konnten die alten okzitanischen Grundherren in ihre Ländereien zurückkehren, von denen sie in den Jahren zuvor von den Kreuzrittern vertrieben worden waren, die nun ihrerseits zum Rückzug in ihre nordfranzösische Heimat gezwungen waren. Auch Raimund hatte bis zum Ende des Jahres 1224 das Herrschaftsgebiet seiner Vorfahren weitgehend von den Besatzern befreien können. So unterwarf er wieder die Stadt Albi, und dem Bischof von Agde, der einst einer der päpstlichen Kreuzzugslegaten gewesen war, entriss er die Herrschaft über die gleichnamige Stadt. Erst auf Druck des Erzbischofs Arnaud Amaury gab er dem Bischof die Stadtherrschaft in Form einer Vizegrafschaft zurück, nun freilich als sein Lehensherr.

### Konfrontation mit Ludwig VIII.
In all dieser Zeit hatte die drohende Aussicht auf einen Kreuzzug Ludwigs VIII. die politische Situation im Languedoc bestimmt. Bereits im Dezember 1223 hatte Papst Honorius III. den König dazu ermuntert, der auch seine Bereitschaft dazu signalisiert hatte. Allerdings hatte er dazu im Januar 1224 dem Papst in einem zugeschriebenen Memorandum seine Bedingungen für eine Kreuznahme gestellt, die sich von dem 1208 gestarteten Feldzug deutlich unterscheiden sollten. Im Endeffekt verlangte der König die alleinige Befehlsgewalt über den Kreuzzug und alles eroberte Land sollte unumschränkt und für alle Zeiten ihm und seinen Erben als Eigentum anheimfallen. Dazu hatte der König die Übertragung der Erbrechte Amaurys de Montfort entgegengenommen, die sein Vater noch abgewiesen hatte. Auf diese Weise beabsichtigte der König seine Herrschaft über das Languedoc nicht nur als dessen Oberlehnsherr zu begründen, sondern auch als dessen unmittelbarer Eigentümer, indem das Land der königlichen Domäne angeschlossen werden sollte, auch die Ländereien des Hauses Toulouse. Der König hatte die Gültigkeit der montfortschen Schenkung allerdings an eine Bestätigung des Heiligen Stuhls geknüpft, der die Montfort ja erst 1215 mit diesen Besitzrechten ausgestattet hatte.
Um die sich abzeichnende Invasion des Königs zu verhindern, hatte Raimund eine diplomatische Offensive gestartet, um den Papst als Verbündeten zu gewinnen. Denn auch Honorius III. war nicht sonderlich an einem Kreuzzug des Königs unter dessen Bedingungen interessiert, die den päpstlichen Einfluss im Languedoc erheblich eingeschränkt hätten. Im Januar 1224 hatte Raimund vier Gesandtschaften an den Papst gerichtet, die seine Bereitschaft zur vollständigen Unterwerfung unter die Befehle der Kirche in Aussicht stellten. Der Papst nahm diese Offerte dankend an und verwendete sie sogleich für ein machtpolitisches Vabanquespiel mit König Ludwig VIII., dem er am 4. April 1224 mitteilte, dass ein weiterer Kreuzzug unnötig sei, dass der König aber nicht damit aufhören solle zu drohen, um die Unterwerfung Raimunds zu beschleunigen. Der König zeigte sich allerdings nicht dazu bereit, sich als Schrenkgespenst für Raimund benutzen zu lassen, und erteilte den Plänen des Papstes am 5. Mai 1224 seine Absage, zumal die montfortsche Schenkung hinfällig werden würde, sollte Raimund als Katholik und rechtmäßiger Erbe anerkannt werden. Solange der Papst die Hoheitsrechte der französischen Krone über das Languedoc nicht antaste, könne er gerne alleine mit Raimund um eine Unterwerfung weiterverhandeln, so die Antwort des Königs.
Von diesen Verstimmungen zwischen Paris und Rom hatte Raimund offenbar keine Kenntnis, als er sich am 3. Juni 1224 in Montpellier mit den Grafen Roger Bernard II. von Foix und Vizegraf Raimund II. Trencavel traf. Alle drei verständigten sich hier auf ihre Unterwerfung gegenüber der Kirche auf Basis der Eide, die sein Vater 1209 in Saint-Gilles einst hat leisten müssen. Als einzige Bedingung verlangte Raimund die Widerrufung der Belehnung Simons de Montfort aus dem Jahr 1216 durch König Philipp II. August, wodurch auch die Rechte Amaurys de Montfort und letztlich die König Ludwigs VIII. negiert worden wären. Der Papst stimmte dieser Bedingung am 22. August 1224 tatsächlich zu, so dass Raimund und seine Mitstreiter schon am 25. August ihre in Montpellier vereinbarten Eide offiziell gegenüber Erzbischof Arnaud Amaury beschwören konnten, in der sie sich zur Entlassung aller Söldner aus ihren Diensten, zur Bekämpfung der Häresie und zu Restitution enteigneter Güter der Kirche verpflichteten. Einer päpstlichen Absolution stand damit nichts mehr im Wege. Die ließ jedoch auf sich warten, stattdessen ernannte der Papst am 13. Februar 1225 den Kardinal von Sant’Angelo, Romano Bonaventura, zum Generallegaten für Frankreich und stattete diesen mit allen Vollmachten zur Regelung der Albigenserfrage aus. Der Legat verschwendete keinen Gedanken an Raimunds Unterwerfungsbereitschaft und lud ihn stattdessen zusammen mit Amaury de Montfort auf das am 29. November 1225 in Bourges einberufene Konzil vor. Zuvor aber hatte der Papst am 11. Juli doch noch die montfortsche Belehnung widerrufen und somit Raimunds Position gestärkt.
Vor dem Konzil bekräftigte Raimund seine Unterwerfungsbereitschaft, indem er seine Verpflichtungen von Montpellier erneuerte. Darauf die Absolution verlangend erbat er sich jede Buße, die das Konzil bereit war ihm wegen früherer Verfehlungen aufzuerlegen. Das Konzil hatte sich seinem Begehren aufgeschlossen gezeigt, verlangte aber zusätzlich eine Verzichtserklärung auf all seine Domänen in seinem und seiner Nachkommen Namen, was eine faktische Absetzung gleichkam. Sich auf die Widerrufung des Papstes vom 11. Juli berufend hatte Raimund diese Bedingung umgehend zurückgewiesen, worauf das Konzil ihm eine Rekonziliation verweigerte und seine Ländereien zur Beute aussetzte, womit einem neuen Kreuzzug der Weg geebnet wurde. Das Konzil von Bourges hatte sich letzten Endes als eine inszenierte Falle des Legaten Romano Bonaventura und König Ludwigs VIII. herausgestellt, dass durch einen bewussten Verstoß der Amtspflichten Raimund zum Opfer einer Rechtsverweigerung machte, die dem König zu einer Handhabe gegen ihn verhalf. Am 26. Januar 1226 verkündete der König und mit ihm mehrere nordfranzösische Barone auf einem Parlament in Paris seine Kreuznahme. Der Legat sprach dazu die Exkommunikation über Raimund aus, die im folgenden Februar im ganzen Königreich bekannt gemacht werden sollte. Auch war zu diesem Anlass eine Anpassung des französischen Zivilrechts an das kanonische Recht vorgenommen worden, bei der das Prinzip der Besitzkonfiszierung von Unterstützern der Häresie übernommen wurde.

### Der königliche Kreuzzug
Obwohl Raimund noch im Dezember 1225 das an ihm begangene Unrecht in seinen Ländereien verkündete, war eine allgemeine Mobilisierung seiner militärischen Kräfte ausgeblieben. Nach über einem Jahrzehnt des Krieges gegen den päpstlichen Kreuzzug war das Land wirtschaftlich ausgeblutet, vom Bandenunwesen zersetzt und seine Bevölkerung von den Schlachten, Belagerungen, Massaker und Scheiterhaufen des Kämpfens müde geworden. Bis zum März 1226 waren in der königlichen Kanzlei Unterwerfungsschreiben mehrerer Städte und Barone eingegangen, darunter die von dem Grafenhaus einst so treu ergebenen Kommunen wie Avignon und berüchtigter Faydits wie Raymond de Roquefeuil oder Bernard-Othon de Niort. Sogar Roger Bernard II. von Foix und Raimund II. Trencavel besiegelten ihre Unterwerfungsbereitschaft, womit zwei der mächtigsten Männer Okzitaniens die Waffen streckten. Raimund aber war zur Konfrontation mit dem König entschlossen, denn mehr als eine Enteignung hatte er von diesem nicht zu erwarten. Die Kommunen von Toulouse und Agen standen treu zu ihm und schließlich gelang es ihm doch durch Druck und Gunstbeweise Avignon auf seine Seite zu ziehen, das den am 7. Juni 1226 aufziehenden Kreuzrittern zu deren Überraschung doch die Passierung verweigerte und sie zur Belagerung nötigte. Allerdings konnte dies keine Veränderung der allgemeinen Lage herbeiführen; im Feldlager des Königs erschienen die kommenden Wochen Abordnungen von Albi, Narbonne, Limoux und Castres, sowie mehrere Grundherren um ihre Unterwerfung zu beeiden, darunter sogar der bekennende Katharer Sicard de Puylaurens. Am 17. Juni unterwarf sich schließlich auch Beaucaire, Raimunds Geburtsstadt, die ihm zehn Jahre zuvor noch so freudig die Tore geöffnet hatte.
Am 12. September 1226, dem dreizehnten Jahrestag von Muret, waren die Kräfte von Avignon erschöpft und die Stadt musste unter harten Bedingungen kapitulieren. Der königliche Kreuzzug konnte anschließend kampflos in Béziers und Carcassonne einziehen, die Unterwerfung des jungen Trencavel hatte sich nicht für ihn ausgezahlt; er musste wieder nach Katalonien ins Exil gehen. Danach konnte der Kreuzzug auch in Pamiers ganz zum Schaden des Grafen von Foix einziehen. Für Raimund hatte sich die dreimonatige Verzögerung des Kreuzzuges vor Avignon insofern ausgezahlt, als das König Ludwig VIII. nun zu Herbstbeginn von einer Belagerung von Toulouse absah und sie auf das Frühjahr 1227 verschob. Außerdem hatte sich der König vor Avignon eine Ruhrerkrankung zugezogen, an der bereits einige seiner Ritter gestorben waren. Einen weiten Bogen um Toulouse nehmend nach Norden marschierend hatte der König noch Castelnaudary, Puylaurens, Lavaur und Albi eingenommen, bevor er am 8. November in Montpensier doch noch an seiner Erkrankung starb. Der Tod des Königs und die Nachfolge des noch unmündigen Ludwig IX. hatte allerdings nur kurzzeitig eine Lageverbesserung für Raimund eingebracht. Denn im Languedoc war ein königliches Heer unter Humbert de Beaujeau mit dem Auftrag zurückgeblieben, die letzten notwendigen Aktionen zur Vernichtung Raimunds durchzuführen.
Im Herbst 1226 vertrieb Raimund die Franzosen aus Auterive und im Winter befestigte er Labécède. Dagegen erneuerte der Erzbischof von Narbonne, Pierre Amiel, seine Exkommunizierung und Enteignung wie auch die seiner Verbündeten, denen sich doch noch Foix angeschlossen hatte. Der Erzbischof hatte zu diesem Anlass erstmals auch die Verfolgung der Katharer durch „synodale Zeugen“ angeordnet, das heißt von Urkundenkommissionen, die in allen Pfarreien eingerichtet werden sollten. Ein Vorgriff auf die nur wenige Jahre später eingerichtete Inquisitionsgerichtsbarkeit. Um seine Position zu stärken, hatte sich Raimund zugleich um Bündnispartner bemüht und ihn dem englischen Prinzen Richard von Cornwall gefunden, der den Aufstand der französischen Barone gegen die Regentin Blanka von Kastilien unterstützte. Allerdings hatte sich der Prinz im Frühjahr 1227 nach dem Scheitern des Aufstandes wieder nach England zurückgezogen. Im Sommer desselben Jahres starteten die Franzosen unter Beaujeu eine Offensive und eroberten Labécède, dessen Bewohner massakriert und ein katharischer Perfectus mit seinem filius major auf einem Scheiterhaufen verbrannt wurden. Im Winter des Jahres kehrte der Katharer Sicard mit seinen Ortschaften Puylaurens und Saint-Paul-Cap-de-Joux an die Seite Raimunds zurück und die Städte Rabastens und Gaillac bekundeten ihre Treue zu ihm. Das Jahr 1227 über lieferten sich Okzitanier und Franzosen wechselseitige Scharmützel, in denen Raimund zuerst Castelsarrasin befreien und anschließend Beaujeau am 18. Mai in einem nicht näher beschrieben Kampf in einem Wald eine Niederlage mit hohen Verlusten zufügen konnte. Dabei wurden angeblich über 500 gefangen genommene Franzosen von den Okzitaniern in einem Gemetzel niedergemacht.
Mit frischen Verstärkungstruppen aus der Gascogne ausgestattet startete Humbert de Beaujeu im Sommer 1228 dann jene militärische Operation, die zum Zusammenbruch des okzitanischen Widerstandes führte. Er eroberte zunächst Lavaur, um sein Heer dann aber scheinbar spontan Richtung Toulouse einschwenken zu lassen. Raimund war zu dieser Zeit nicht in der Stadt anwesend, sondern befand sich in Gaillac am Tarn. Statt seine Kräfte an einer Belagerung der stark befestigten Stadt aufzureiben, die bereits diverse Angreifer abgewehrt hatte, ließ sie Beaujeu lediglich durch die Besetzung ihrer Zufahrtswege von der Außenwelt abschneiden. Anschließend ging er daran in einer systematischen Anwendung der Taktik der „verbrannten Erde“ das Umland der Stadt zu verwüsten. Besonders auf die Vernichtung der Weinstöcke hatte er es abgesehen, denn die Weinherstellung war eine der Grundlagen des wirtschaftlichen Wohlstands der Stadt. Dabei konnte sich Beaujeu auf die Tatkraft seiner Gascogner verlassen, für die der Tolosanerwein ein Konkurrenzprodukt ihrer eigenen Erzeugnisse dargestellt hatte, der bis nach England verkauft wurde. Nachdem das Zerstörungswerk verrichtet worden war, brachen die Franzosen die Blockade ab und traten den Rückzug nach Pamiers an. Weder die Tolosaner noch Raimund hatten gegen diese Blockade einen Ausfall oder Angriff unternommen, wie in den früheren Belagerungen üblich, was letztlich ihre militärische Unterlegenheit gegenüber den Franzosen veranschaulichte.

### Unterwerfung – Friede von Paris
Etwa zur selben Zeit, als Beaujeu sein Zerstörungswerk begonnen hatte, planten in Paris die Königinregentin Blanka von Kastilien und der Kardinallegat Romano Bonaventura bereits eine Beendigung des Krieges. In einem Brief vom 25. Juni 1228 waren sie vom neuen Papst Gregor IX. dazu angehalten worden, der auch eine Dispens des Heiligen Stuhls für ein mögliches Eheprojekt zwischen der Erbtochter Raimunds und einem Bruder des Königs enthielt. Diesem Hintergrund lag wahrscheinlich der vermeintlich spontane Zug Beaujeus gegen Toulouse zugrunde, um die letzte Widerstandskraft der Okzitanier zu brechen und Raimund so an den Verhandlungstisch zu zwingen. Im Gegensatz zu ihrem verstorbenen Mann hatte es Königin Blanka jedoch nicht auf eine Absetzung Raimunds und der Annexion seiner Domänen abgesehen. Beide waren über ihre Mütter als Cousins ersten Grades miteinander verwandt gewesen und Blanka soll ihrem Vetter eine gewisse Hochachtung, ja sogar Zuneigung entgegengebracht haben. Im Winter 1228 nahm die Krone über den Abt von Grandselve Kontakt zu Raimund auf, der in Baziège sofort den Waffenstillstand ausrufen ließ, worauf Beaujeu seinen geplanten Zug in das obere Foix abgebrochen hatte. Am 10. Dezember 1228 stimmten Raimund und die Konsuln von Toulouse den Bedingungen der Königin für eine Unterwerfung zu, die nahezu jenen entsprachen, die der Graf bereits 1222 gegenüber Philipp II. August und 1225 dem Konzil von Bourges angeboten hatte. Das heißt, Lehnshuldigung gegenüber der Krone und die Verpflichtung zur Ketzerbekämpfung. Auf eine Abdankung als Bedingung zur Aussöhnung hatte die Regentin hingegen verzichtet, womit die gräfliche Krone für das Haus Toulouse gerettet war. Dem hatte Raimund eine Vorauserklärung beigefügt, allem Zuzustimmen was der designierte zweite Vermittler, Graf Theobald IV. von Champagne, beschließen sollte, mit dem er sich im Januar 1229 in Meaux traf um den dort erstellten Vertragsentwurf sogleich zu billigen, der als Grundlage des in Paris zu unterzeichnenden endgültigen Schlussdokuments dienen sollte, welches schließlich am 12. April 1229 besiegelt wurde.

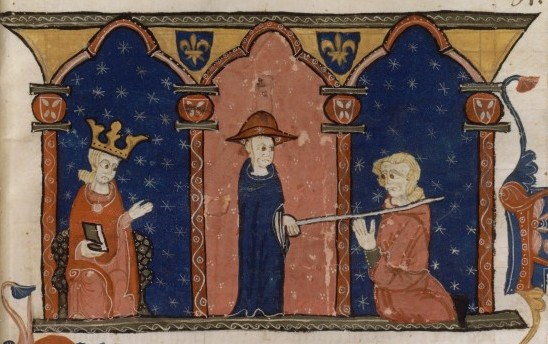
Raimund VII. (rechts) unterwirft sich in Anwesenheit König Ludwigs IX. (links) gegenüber Kardinal Romano Bonaventura (Mitte) der römischen Kirche. Darstellung aus der zweiten Hälfte des 13. Jahrhunderts.

Den Vertrag von Paris unterzeichnete Raimund nur noch mit der einfachen Titelform „Graf von Toulouse“ unter Weglassung des „Herzogs von Narbonne und Markgraf der Provence“, was dem beschrieb, was vertragsgemäß von den einst riesigen Ländereien seiner Vorfahren bei ihm verbleiben sollte. Das heißt letztlich das obere Languedoc um die Diözesen von Toulouse (Toulousain), Agen (Agenais) und Cahors (Quercy), wobei die Stadt Cahors selbst direkt dem Bischof unterstehen sollte, dazu noch das Albigeois am rechten Ufer des Tarn, während das Land links des Tarn der Krondomäne anheimfiel. Genauso wurde auch mit dem gesamten unteren Languedoc um die Vizegrafschaften Nîmes, Agde, Lodève und Beaucaire und den Seigneurien Sauve, Anduze und Alès und der Terre d’Argence um das Rhônedelta verfahren. Raimund verlor damit die Hälfte seiner Territorien und den Zugang zum Mittelmeer, den sich nun die französische Krone sicherte. Die jenseits der Rhône auf Reichsgebiet liegende Markgrafschaft Provence fiel gänzlich an den Heiligen Stuhl. Die Wiederbelehnung seiner verbliebenen Territorien waren an strikte Erbfolgeklauseln gebunden, nach denen Raimunds einziges Kind Johanna zu seiner Alleinerbin erklärt wurde, selbst für den Fall, dass ihm noch ein Sohn geboren werde. Dazu sollte Johanna am französischen Königshof erzogen und mit einem Prinzen vermählt werden, Alfons von Poitiers. Das Ergebnis des Vertrags stellte heraus, dass Raimund VII. der letzte Graf seines Geschlechts und das sein Nachfolger aus königlich-kapetingischen Geblüt stammen wird, der zukünftig über Toulouse herrschen wird. Aber selbst in dem was ihm noch geblieben war, konnte Raimund nicht mehr als Herr im eigenen Hause auftreten. In Toulouse musste er sein Château Narbonnais an eine dort für zehn Jahre zu stationierende französische Garnison abtreten, die er mit 6.000 Mark teilfinanzieren musste. Auch mussten die Stadtmauern geschleift und ihre Gräben eingeebnet werden. Dazu waren noch fünfundzwanzig feste Orte (castra) an die Krone zu übergeben. Dies waren Fanjeaux, Castelnaudary, Labécède, Avignonet, Puylaurens, Saint-Paul-Cap-de-Joux, Lavaur, Rabastens, Gaillac, Montégut, Puycelsi, Verdun, Castelsarrasin, Moissac, Montauban, Montcuq, Agen, Condom, Saverdun, Auterive, Casseneuil, Le Pujol, Auvillar, Peyrusse und Laurac. Weiterhin sollten in Castelnaudary, Lavaur, Montcuq, Peyrusse, Verdun, Penne-d’Agenais, Cordes und Villemur mit einer zehnjährigen königlichen Besatzungen belegt werden, deren Finanzierung der ersten fünf Jahre ebenfalls der Graf zu übernehmen hatte.
Neben den territorialen Klauseln hatte Raimund noch eine ganze Reihe religiöser Bedingungen zu erfüllen, die der Stärkung der katholischen Kirche und der Verfolgung der Katharer betrafen, also der eigentlichen Gründe derentwegen der Kreuzzug 1208 begonnen wurde. Den hatte das Katharertum übrigens weitgehend unbeschadet überstanden, trotz der Scheiterhaufen, auf denen viele seiner Anhänger und Führer verbrannt worden waren. Aber gestützt auf ein breites Netzwerk von Sympathisanten hatte die Bewegung im Untergrund überleben und nach dem Sieg über den päpstlichen Kreuzzug 1224 ihre Kirchenorganisation wieder erneuern können. Die Klauseln des Pariser Vertrags stützten sich weitgehend auf die Eide von Saint-Gilles aus dem Jahr 1209. Raimund hatte sich zur Unterstützung des Kampfes gegen die Häresie zu verpflichten, Häretiker und Juden aus allen öffentlichen Ämtern zu entfernen und der katholischen Kirche alle Güter und Rechte zurückerstatten, die man ihr zuvor genommen hatte. Dazu hatte er noch 10.000 Mark als Entschädigungszahlung an die Kirche und 4.000 weitere Mark an bestimmte religiöse Einrichtungen zu zahlen und alle Söldner zu entlassen. Die Verfolgung der Häresie sollte nun nicht mehr mit Waffengewalt, die sich in den vergangenen Jahren als völlig ungeeignet erwiesen hatte, sondern nun mit polizeistaatlichen Mitteln angegangen werden, der so genannten „Untersuchung“ (inquisitio), für deren theologischen und kirchenrechtlichen Unterbau die Gründung einer Universität in Toulouse verfügt wurde, deren Finanzierung ebenfalls der Graf sicherzustellen hatte.
Noch am Tag der Unterzeichnung hatte der Vertrag vollste Rechtsgültigkeit durch Raimunds Rekonziliation erlangt. Wie sein Vater im Jahr 1209 in Saint-Gilles musste er dazu in einer demütigenden öffentlichen Zeremonie im Büßergewand und mit einem Strick um den Hals in Notre Dame de Paris vor den Kardinallegaten Romano Bonaventura treten, um sich von ihm von der Exkommunikation befreien zu lassen, um als Katholik wieder in die Christengemeinde aufgenommen werden zu können. Bis die Schleifungsarbeiten an den betreffenden castra vollenden seien und den Konsuln der okzitanischen Kommunen ihre Eide auf den Vertrag abgenommen wurden, musste Raimund noch in Geiselhaft in Paris verbleiben. Am 3. Juni wurde er daraus entlassen und leistete dazu gegenüber dem jungen König Ludwig IX. (Saint Louis) den ligischen Lehnseid, der ihn zur unmittelbaren Gefolgschaftstreue an die Krone band. Diese wurde durch eine feierliche Schwertleite durch den König zusätzlich bekräftigt, durch die Raimund sein Ritter wurde. Wenige Tage später empfing er mit dem königlichen Hof in Moret-sur-Loing seine Tochter Johanna, die dort der Königsfamilie übergeben und sogleich mit dem Prinzen Alfons von Poitiers verlobt wurde. Darauf konnte Raimund nach Toulouse zurückkehren.
Der Friede von Paris hatte einen vertraglichen Schlusspunkt nach zwanzig Jahren Krieg setzen und für das Haus Toulouse die Grafenkrone endgültig retten können, deren Erhalt die gesamte Zeit über in Abrede und ernster Bedrohung stand. Raimund VII. hatte ihrer Bewahrung nicht nur durch den Verzicht auf große Territorien teuer bezahlen müssen, sondern auch mit dem Verlust der einst souveränen Stellung seines Hauses als „ungekrönte Könige“ des Languedoc hin zu einem besseren Feudalherrn der französischen Krone. Er besiegelte letztlich die militärische und politische Niederlage des Hauses Toulouse. Die finanziellen Klauseln des Vertrags, die Raimund durch horrende Entschädigungszahlungen und Zahlungsverpflichtungen an Krone und Kirche banden, hatten den weiteren Unterhalt eines Söldnerheers unmöglich gemacht und ihn damit des militärischen Potenzials beraubt, das die Grafen in früheren Zeiten besessen und das ihnen eine expansive Machtpolitik erlaubt hatte. Und weil er seinen gräflichen Beamtenapparat sowohl für die Durchsetzung der Vertragsordnung wie auch für die Arbeit der Inquisition zur Verfügung zu stellen hatte, wurde sein Staat von der zentralisierten Administration der Krone erfasst, die der fast dreihundert Jahre währenden Souveränität der Grafschaft Toulouse ein Ende setzte. Bis auf seine Rolle als Finanzier schien Raimund für diese neue Ordnung entbehrlich geworden zu sein. Klausel XIV des Vertrags hatte ihn zum Aufbruch zu einer Pilgerreise in das Heilige Land zwischen dem August 1229 und August 1230 verpflichtet, von der er nicht vor Ablauf von fünf Jahren zurückkehren durfte.

## Revisionspolitik

### Etablierung der Inquisition
Im Herbst des Jahres 1229 zog Kardinal Romano Bonaventura in Toulouse ein, der dort im November den Klerus und Adel des Languedoc zu einem Konzil einberief, dass die Modalitäten zur Einrichtung bischöflicher Untersuchungskommissionen (inquisitio) im ganzen Land beschließen sollte, die sich fortan mit dem Aufspüren, Befragen und Aburteilen von Häretikern befassen sollte. Noch auf dem Konzil wurden die ersten Verdächtigen befragt, die Bischof Fulko hat festnehmen lassen, denen jedoch im Ergebnis der Untersuchung der Bußbrief ausgestellt werden konnte. Gegen die Inquisition hatte sich im ganzen Land sofort Widerstand geregt, noch vor Jahresende sind die ersten Untersuchungsrichter und Denunzianten ermordet wurden, wofür vor allem die Nachlässigkeit Raimunds verantwortlich gemacht wurde. Obwohl er seinen Beamtenapparat der Inquisition zur Verfügung stellen musste, hatte er selbst keinerlei Willen zur Bekämpfung der Häresie aufgebracht, wenngleich ihn der Pariser Vertrag dazu verpflichtet hatte. Tatsächlich hatte Raimund seit seiner Rückkehr in Toulouse eine Politik begonnen, welche die Revision des Pariser Vertrags zum Ziel hatte, besonders was die Klauseln zur Gebietsabtretung und Nachfolgeregelung betraf. Dieses Streben bestimmte die letzten zwanzig Jahre seines Lebens und sollte letztendlich erfolglos bleiben.
Zunächst vergaß Raimund die Professoren der Universität wie auch die Entschädigungen an religiöse Einrichtungen zu zahlen, worüber sich der Bischof von Carcassonne sogleich beim Papst beschwerte. Dem schickte Raimund eine eigene Gesandtschaft zu, über die er sich ob der drückenden finanziellen Lasten beklagte, auf die er verpflichtet war, die es ihm nicht erlauben würden die Pilgerreise in das Heilige Land anzutreten. Am 9. Juli 1230 bewilligte der Papst einen Aufschub für beide Verpflichtungen. Darauf sammelte Raimund ein Heer, in dem sich Faydits und Katharer befanden, um der Stadt Marseille gegen den Grafen Raimund Berengar V. von der Provence zu Hilfe zu eilen, der sich bei seinem Herannahen sogleich zurückzog. Am 7. November 1230 schworen die Stadtoberen von Marseille gegenüber Raimund den Lehnseid, womit er ein Jahr nach dem Verlust der Markgrafschaft Provence wieder einen Fuß im Land jenseits der Rhône gesetzt hatte. Für dieses Ausgreifen hatte er sogleich in Castelnaudary eine Ermahnung vom Bischof von Tournai, Gauthier de Marnis, entgegennehmen müssen, der zum neuen Legaten für das Languedoc ernannt worden war. Dieser hatte zum März 1232 ein Konzil in Béziers einberufen, auf dem unter anderem Raimund die auf dem toulousanischen Konzil von 1229 beschlossenen Maßnahmen bestätigen musste. Darauf hatte er an einer militärischen Expedition des Legaten in die Montagne Noire teilnehmen müssen, wo zwanzig Katharer ergriffen wurden. Danach war Raimund in der Katharersache wieder in Untätigkeit zurückgefallen, wofür er im Frühjahr 1233 von König Ludwig IX. nach Melun vorgeladen wurde, der ihn noch einmal an seine Verpflichtungen erinnerte. Der König bestimmte des Weiteren, dass Raimund die Klauseln des Pariser Vertrags in die Gesetzesstatuten der Grafschaft Toulouse aufzunehmen habe, die er in einem Edikt öffentlich vor seinen Untertanen verkünden sollte. Dies geschah am 20. April 1233 in der Kathedrale Saint-Étienne in Gegenwart des Legaten und des königlichen Seneschalls von Carcassonne, womit sich Raimund nun auch gegenüber seinen Untertanen gegen die Häresie positionieren musste. Am selben Tag hatte der Papst ebenfalls die Predigerbrüder des Dominikanerordens, der 1215 in Toulouse gegründet worden war, mit der Leitung der Inquisition betraut.

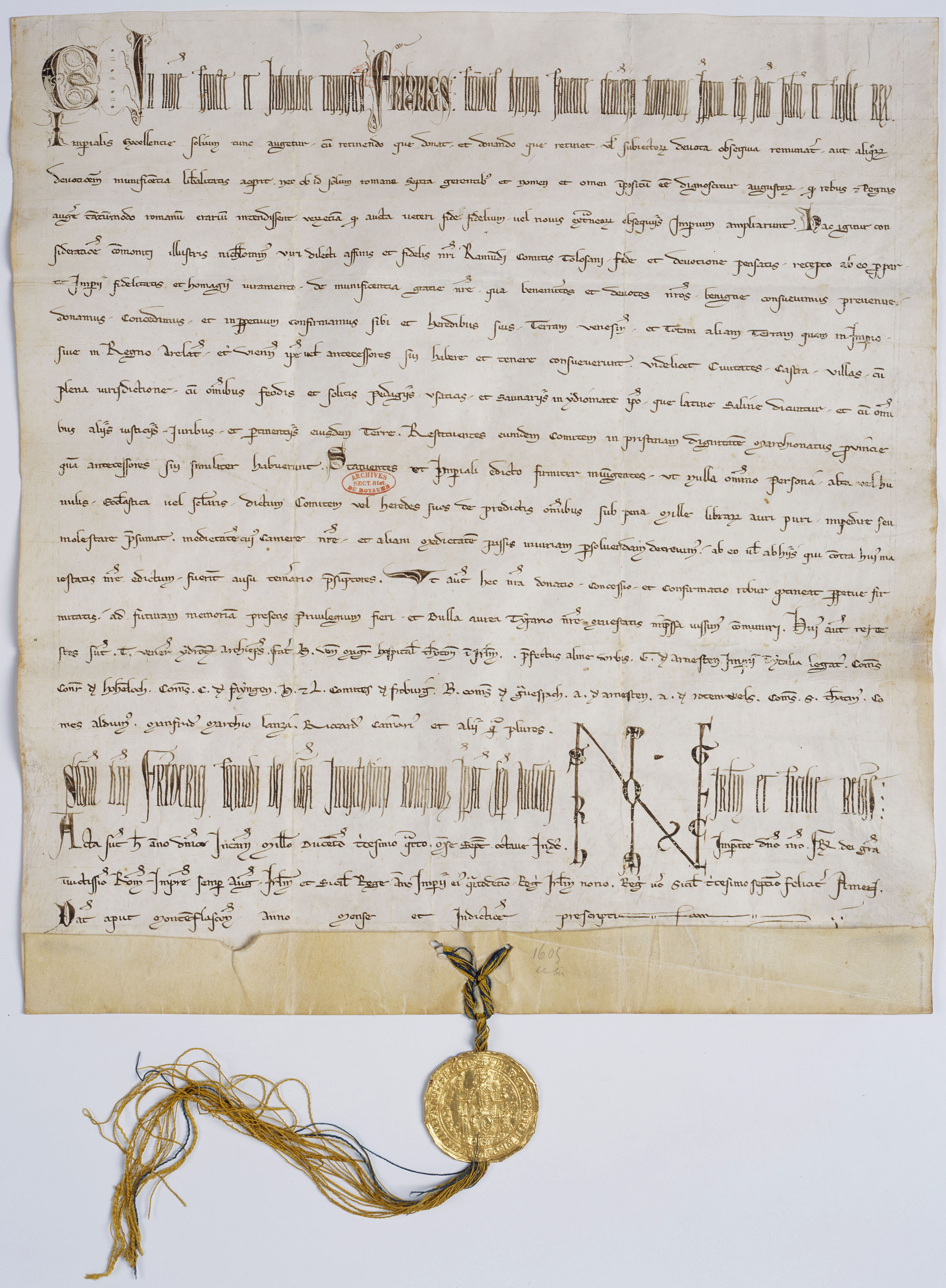
Die Belehnungsurkunde Friedrichs II. von 1234

Das nunmehr verbesserte Verhältnis zum König hatte Raimund auch in der Frage der Gebietsrestitution begünstigt, indem er in Ludwig IX. und Blanka von Kastilien mächtige Fürsprecher für die Rückgabe der provenzalischen Mark gewonnen hatte, die sich beim Papst für sein Anliegen einsetzten. Der hatte bereits im März 1232 die Angelegenheit von seinem Legaten Gauthier de Marnis prüfen lassen, ohne das darin eine Entscheidung gefällt worden war. Allerdings war die Mark Provence ein Lehen des Heiligen Römischen Reichs gewesen, dessen Kaiser Friedrich II. ob der Übertragung der Mark an den Heiligen Stuhl im Pariser Vertrag nicht befragt worden war. Die Mark war zwar 1229 dem Heiligen Stuhl zugeschlagen, aber effektiv von einem französischen Statthalter verwaltet worden. Der Kaiser hatte sich damals in einem Konflikt mit dem Papst befunden und als Gebannter einen Kreuzzug durchgeführt und folglich keinen Einfluss auf das Geschehen gehabt. Im Jahr 1234 war Raimund persönlich in Waffen nach Italien gereist, um dort seinen guten Willen gegenüber dem Papst zu beweisen, indem er dessen Truppen unter Kardinal Raniero Capocci in der militärischen Auseinandersetzung gegen die stadtrömische Bevölkerung bei Viterbo unterstützte. Auf dem Weg war er noch im Februar/März mit seinem Rivalen Raimund Berengar V. zu einem vertraglichen Ausgleich gelangt. Im September 1234 konnte Raimund VII. mit Erlaubnis des Papstes von dem ebenfalls wieder in Gnaden aufgenommenen Kaiser Friedrich II. in aller Form wieder die Mark Provence einschließlich des Venaissin entgegennehmen, als Vasall des Kaisers.

### Widerstand gegen die dominikanische Inquisition
In Toulouse hatte sich im Frühjahr 1235 der allgemeine Unmut der Bürgerschaft gegen den Inquisitor Guillaume Arnaud und die Predigerbrüder der Dominikaner insgesamt gefährlich aufgeladen. Die Gründe dafür lagen in der breiten Sympathie der Bürger für die verfolgten Katharer, die oft mit ihnen verwandt waren, an den mit der Inquisition einhergehenden Verfolgungen und Denunziantionen, sowie an den kirchlichen Güterkonfiszierung überführter Häretiker, oder von solchen, die man dafür hielt. Als der Inquisitor einige Konsuln zur Befragung vorladen wollte, wurde er regelrecht aus der Stadt verjagt. Von Carcassonne aus sprach er mit der Unterstützung des Bischofs Raymond du Fauga darauf die Exkommunikation über die Konsuln aus, die wiederum in einer Art zivilen Ungehorsams ihre Bürger zur Einstellung jeglicher Zusammenarbeit mit der Inquisition und den Kanonikern der Kathedrale aufforderten. Die Plünderung seines Hauses hatte den Bischof schließlich zur Flucht aus der Stadt veranlasst. Als die verbliebenen Predigerbrüder trotz eines tumultartigen Menschenauflaufs die Verhaftung eines verdächtigen Bürgers vornehmen wollten und es dabei zu Ausschreitungen gekommen war, ordnete die Stadtführung am 5. November 1235 ihre Vertreibung und mit ihnen die letzten Vertreter der Inquisition an. Raimund VII. selbst war an diesen Vorgängen nicht beteiligt, dennoch wurde ihm vom Inquisitor eine heimliche Unterstützung und Sympathie für die Katharer unterstellt, worauf die Exkommunikation auch gegen ihn ausgesprochen wurde. Am 28. April 1236 hatte der Papst in einem Schreiben Raimund eine Teilverantwortung für diese Vorkommnisse zugeschrieben und ihn des Vertragsbruchs beschuldigt. Ein weiteres Mal wurde er zur Einhaltung seiner Verpflichtungen, zur Befolgung der Anweisungen der Legaten und zur Pilgerreise in das Heilige Land, die er nun zu Ostern 1237 anzutreten hatte, ermahnt. Die Vertreibung der Inquisition hatte letztlich nur ein halbes Jahr angedauert. Auf päpstlichen Druck hin musste Toulouse im Frühjahr 1236 die Rückkehr der Predigerbrüder und der Inquisitoren akzeptieren. Zum Amtskollegen des Dominikaners Guillaume Arnaud wurde dazu Etienne de Saint-Thibery bestellt, der den Franziskanern angehörte, die allgemein als moderater als die Dominikaner galten.

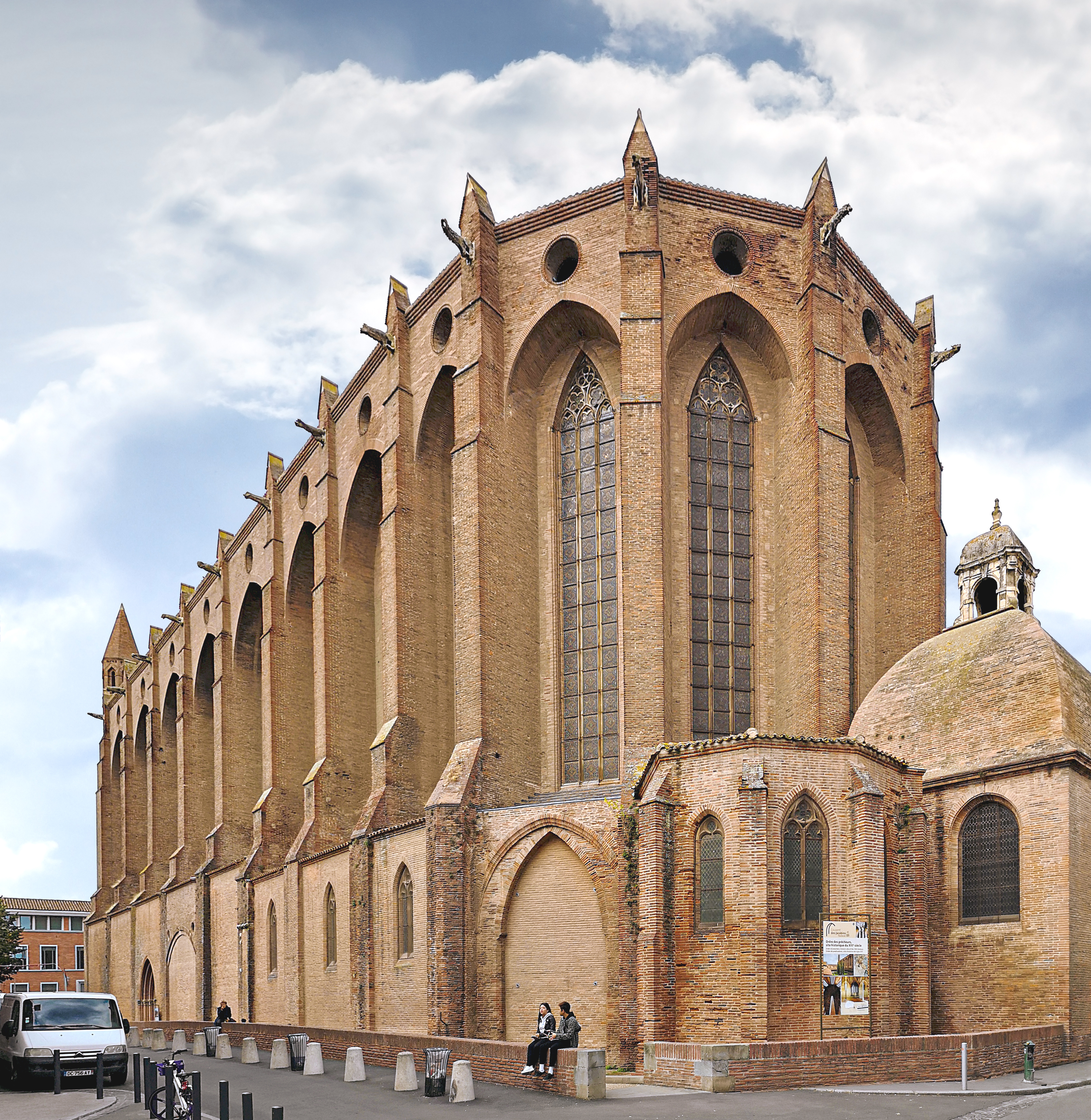
Die kurz nach dem Ende des Albigenserkreuzzugs in Toulouse begonnene Jakobinerkirche war der Hauptsitz der Dominikaner im Languedoc.

Trotzdem blieb der Widerstand gegen die Inquisition bestehen und auch Raimund opponierte nun energischer gegen sie. Da die Inquisition der Leitung den Predigerbrüdern oblag, die einzig dem Papst direkt zur Rechenschaft verpflichtet waren, entzog sie sich folglich allen lokalen Autoritäten, ob den Bischöfen oder dem Grafen. In den folgenden Jahren verfolgte Raimund das Ziel, die Inquisition der Kontrolle der Predigerbrüder zu entziehen um sie einer bischöflichen Leitung zu unterstellen, auf die er dann selbst einen Einfluss ausüben konnte. Die internationale Lage begünstigte ihn in diesem Vorhaben, als es zwischen Kaiser Friedrich II. und Papst Gregor IX. zu ernsthaften politischen Verstimmungen gekommen war. Raimund nutzte die Situation sofort zu seinen Gunsten um beim Papst eine Aufschiebung seiner Pilgerreise zu erwirken, die ihm am 9. Februar 1237 auch gewährt wurde. Zugleich hatte er eine Überprüfung der Arbeit der Inquisitoren, die er diverser Amtsvergehen und eines ausschweifenden Lebenswandel bezichtigte, durch den päpstlichen Legaten Jean de Bernin erwirken können. Daraufhin unternahm er einen Feldzug um Marseille ein weiteres Mal gegen Raimund Berengar V. von der Provence zu Hilfe zu kommen, wofür prompt seine Exkommunizierung erneuert wurde, da der Provenzale ein Anhänger des Papstes war. Davon unbeeindruckt sandte Raimund dem Papst im Juli 1237 eine regelrechte Klageschrift zu, in der er sich ob der Lasten, die ihm der Pariser Vertrag aufbürdete, beklagte, die ihm an der Erfüllung seiner Christenpflicht hinderten. Auch forderte er die Entziehung der Inquisition aus der Kontrolle der Predigerbrüder und ihre Übertragung an die Bischöfe. Da der Papst den Grafen von Toulouse nicht in das Lager des Kaisers drängen wollte, welcher gerade die Mailänder bei Cortenuova besiegt hatte, zeigte er sich den Forderungen Raimunds empfänglich. Er befreite ihn von den drückendsten finanziellen Lasten des Pariser Vertrags und erlaubte es ihm, den Zeitpunkt seiner Pilgerreise völlig frei zu wählen, die er letztlich niemals antreten wird. Auch wurde die 1235 über ihn verhängte Exkommunizierung zurückgenommen. Aber bezüglich der Inquisition ordnete der Papst anlässlich der Ernennung eines neuen Legaten am 13. Mai 1238 ihre Aussetzung für drei Monate an, die wenig später auf sechs verlängert wurde. Damit hatte sich der Papst letztlich für eine Vertagung über die Entscheidung zur Leitung der Inquisition entschieden, auf die er zur Vermeidung einer Desavouierung des Dominikanerordens zurückgegriffen hat, der sich bisher als wirkungsvollste Waffe gegen die Häresie erwiesen hatte.
Am Ende dauerte die Aussetzung der Inquisition aufgrund politischer Zufälle und den Erfordernissen des Augenblicks drei Jahre an. Das nächste Urteil, dass von ihr aktenkundig gesprochen wurde datiert auf den 22. Mai 1241. Vor allem hatte Raimund VII. damit eine nahezu vollständige Revision jener Klauseln des Pariser Vertrags erreicht, welche der Souveränität seiner gräflichen Autorität einen Riegel vorgeschoben hatten. Einzig die Bestimmungen zu seiner Erbfolge hatte er noch außer Kraft zu setzen um die Autonomie der Grafschaft Toulouse auch für die Zukunft zu sichern.

### Zwischen Kaiser und Papst
Im Jahr 1239 hatte Raimund im Konflikt zwischen Papst und Kaiser für letzteren Partei ergriffen, als der papsttreue Raimund Berengar V. im November des Jahres eine Urkunde als „Graf und Markgraf von der Provence“ besiegelte. Kaiser Friedrich II. hatte ihn sofort des Bruchs der Lehnstreue zu ihm bezichtigt und ihm die Grafschaft Forcalquier entzogen, die er wiederum Raimund VII. zur Belehnung anbot. Der nahm diese unverhoffte Mehrung seines Besitzes sogleich an, die zugleich mit der Aufforderung zur Bekämpfung der Feinde des Kaisers in der Provence verbunden war. Im Sommer 1240 zog er mit einem großen Heer in die Provence, um dort die Stadt Arles zu belagern, deren Erzbischof sich mit dem Kaiser verfeindet hatte. Dafür und weil er mit dem seit 1239 gebannten Kaiser paktierte sprach Erzbischof Jean Baussan am 26. April 1240 die Exkommunikation über Raimund aus, seine dritte. Die Belagerung verlief letztlich erfolglos und musste angesichts eines drohenden Eingreifens Königs Ludwigs IX. im September 1240 abgebrochen werden. Bei seinem Rückmarsch nach Toulouse hatte Raimund in Pennautier einen Hilferuf des königlichen Seneschalls von Carcassonne erhalten, dessen Stadt von Raimund II. Trencavel belagert wurde, der mit einer großen Streitmacht aus Faydits aus Katalonien gekommen war um sein väterliches Erbe zurückzuerobern. Raimund antwortete auf das Gesuch, dass er sich zuerst nach Toulouse begeben müsse, um dort Rat einzuholen. Den Seneschall unterstützte er letztlich nicht, wie auch nicht den Aufstand des Trencavel, dessen Abzug nach Katalonien er im Oktober gegenüber den französischen Heerführern aushandeln konnte.
Statt gegen die königliche Autorität zu rebellieren, war Raimund zu einem guten Verhältnis zu ihr bedacht um die Erbfolgeklauseln des Pariser Vertrags negieren zu können. Die Hoffnung auf einen Erbsohn setzte zunächst die Annullierung seiner Ehe mit Sancha von Aragón voraus, die keine Kinder mehr bekommen konnte und von der er seit Jahren getrennt lebte. Dazu war zunächst ein politischer Seitenwechsel weg vom Kaiser hin zum Papst notwendig, der allein einer Annullierung zustimmen musste. In Clermont bekundete er im Februar 1241 gegenüber dem päpstlichen Legaten Giacomo da Pecoraria seine Treue zum Papst und seine Unterstützung im Kampf gegen den Kaiser. Seinen Vasallen und Städten forderte ebenso zur Leistung eines solchen Eides auf. Am 14. März 1241 erneuerte er schriftlich in Montargis auch seinen Treueeid gegenüber König Ludwig IX., dem er auch einen Zug gegen den bereits als Ketzerfeste berüchtigten Montségur versprach. Um sich seiner Rehabilitierung als würdig zu erweisen, hatte er noch im selben Jahr tatsächlich einige Soldaten am Fuß des „Pogs“ aufziehen lassen, nach wenigen Tagen aber den Versuch zur Einnahme für gescheitert erklärt. Anschließend begab er sich nach Marseille um von dort aus per Schiff nach Rom zu dem von Papst einberufenen Konzil zu reisen. Als aber ein genuesisches Geschwader von Konzilreisenden von einer kaiserlichen Flotte aufgebracht worden war (Seeschlacht von Giglio) verzichtete er auf die Reise. Stattdessen traf er sich im am 6. Juni 1241 in Montpellier mit König Jakob I. von Aragón, der einen Frieden zwischen ihm und dem anwesenden Raimund Berengar V. vermittelte. Dazu wurde eine Ehe Raimunds mit der dritten Tochter des Provenzalen Sancie vereinbart, die zwar nicht die Erbtochter des Grafen, aber die Schwägerin der Königinnen von Frankreich und England war. Der Papst gab bereitwillig sein Einverständnis zur Annullierung der ersten Ehe Raimunds und Sanchas von Aragón, von der man herausgefunden hatte, dass sie eine Patentochter Raimunds VI. gewesen war, deshalb eine „geistliche Verwandtschaft“ zu ihrem Ehemann bestanden und die Ehe folglich ungültig war. Allerdings musste für die zweite Ehe eigens einen Dispens beantragt werden, da Sancie von der Provence die Großnichte der Sancha von Aragón war und eine Ehe mit ihr folglich das kanonische Recht stark strapazierte.

### Aufstand gegen die Krone
Als Raimund im Spätsommer nach Toulouse zurückgekehrt war, fand er dort eine veränderte Situation vor. Die Inquisition hatte ihre Arbeit wieder aufgenommen und weil kurz darauf Papst Gregor IX. gestorben, der nachfolgende Coelestin IV. nur wenige Tage gelebt und der nächste Papst Innozenz IV. erst über ein Jahr später gewählt werden sollte, konnte sie faktisch zwei Jahre lang bar jeder Oberaufsicht agieren. Vor allem aber hatte Gregor IX. nicht mehr den Dispens zur Ehe mit Sancie von der Provence ausstellen können, weshalb die Ehe mit ihr hinfällig geworden war. Die Vakanz des Heiligen Stuhls hatte aber auch neue politische Chancen eröffnet, weshalb Raimund noch im Oktober des Jahres 1241 nach Angoulême gereist war, um mit Hugo X. von Lusignan, Graf von Angoulême und La Marche, ein geheimes Bündnis gegen die Krone abzuschließen. Dazu hatte er um die Hand dessen Tochter Margarethe angehalten um die Allianz zu besiegeln. Damit hatte sich Raimund letztlich einer breiten Allianz angeschlossen, die sich um Isabella von Angoulême und deren Söhne Heinrich III. von England, Richard von Cornwall und Hugo X. von Lusignan gebildet hatte, die in einer Erhebung gegen die französische Krone die Rückgewinnung französischer Besitzungen für das Haus Plantagenet zum Ziel hatte. Diese Allianz wurde auch vom König von Aragón und dessen Schützling Raimund II. Trencavel sowie der wichtigsten Fürsten des Languedoc unterstützt. Ein erfolgreicher Aufstand barg für Raimund die Chance zur Rückgewinnung seiner Ländereien und zur endgültigen Beendigung des Vertrags von Paris. Ebenso hatte ihm die Papstvakanz die Gelegenheit zur Ausschaltung der Predigerbrüder und der von ihnen geführten Inquisition eingeräumt, wofür er wiederum am 1. April 1242 im lokalen Weltklerus angeführt von den Bischöfen von Agen, Albi, Cahors und Rodez Unterstützung fand. Einzig der tolosanische Bischof Raymond du Fauga, der ein Dominikaner war, verweigerte sie ihm.
Am 20. Mai 1242 war durch die Anlandung des englischen Königs an der Küste der Saintonge der Startschuss zum Aufstand ergangen. Raimund übernahm den Kampf gegen den königlichen Seneschall von Carcassonne und zog Mitte Juli triumphierend in Narbonne ein, dessen Erzbischof nach Carcassonne geflohen war. Im gleichen Monat aber wurde der König von England in der Schlacht bei Taillebourg von König Ludwig IX. besiegt und zur Flucht nach Bordeaux genötigt. Dort traf am 28. August auch Raimund ein, um mit Heinrich III. ein Abkommen zu unterzeichnen, dass den Abschluss eines Separatfriedens untersagte. Danach gelang Raimund die Einschließung des französischen Heeres unter Ludwig IX. in Penne-d’Agenais. Als jedoch ein zweites königliches Heer unter Humbert de Beaujeu in das Languedoc vorrückte, fielen der Graf von Foix und andere Fürsten von der Allianz ab und gingen auf die Seite der Franzosen über. Als auch noch Heinrich III. nach England abreiste, war das Ende der Rebellion besiegelt. Am 30. November 1242 erklärte Raimund in Saint-Rome vor einer königlichen Abordnung seine Kapitulation und im Januar 1243 unterzeichnete er gegenüber Ludwig IX. den Friedensvertrag in Lorris, der insgesamt eine Bestätigung des Vertrags von Paris darstellte. Unmittelbar darauf hatte er Margarethe von Lusignan heiraten können, allerdings nur unter Vorbehalt eines päpstlichen Dispenses, da beide nach kanonischem Recht als Cousinen vierten Grades zu eng miteinander verwandt waren.
Der gescheiterte Aufstand hatte nicht nur alle Hoffnungen Raimunds auf eine Aufhebung des Pariser Vertrags zunichtegemacht, er hatte ihn auch wieder in ein schwieriges Verhältnis zum Heiligen Stuhl manövriert – zumal er am 6. Juni 1242 von den Inquisitoren von Carcassonne und dem Erzbischof von Narbonne als „Beschützer der Ketzer“ exkommuniziert worden war. Wenige Tage später wurde die Anklage gegen ihn erweitert, indem er für die Ermordung der Inquisitoren von Toulouse, Étienne de Saint-Thibery und Guillaume Arnaud, mitverantwortlich gemacht wurde, die in der Nacht vom 28. auf den 29. Mai 1242 von einem Kommando vom Montségur in Avignonet grausam ermordet worden waren. In der Tat war auch sein Neffe, Raymond d’Alfaro, verwickelt gewesen. Eine Beteiligung Raimunds wird hingegen ausgeschlossen, allerdings dürfte sein Aufstand gegen die Krone die Attentäter um Pierre Roger de Mirepoix erst zu ihrem Vorhaben ermutigt haben.
Am 18. April 1243 nahm Raimund an dem in Béziers einberufenen Konzil teil, wo er sich in der Inquisitionsfrage erneut für den Weltklerus gegen die Predigerbrüder und seine Absolution letztlich erfolglos einsetzte. Um noch zu retten, was zu retten war, begab sich Raimund anschließend nach Rom, um dort mit dem neu gewählten Papst Innozenz IV. zu verhandeln. Weil dieser den Konflikt mit dem Kaiser von seinen Vorgängern weiterführte, hoffte Raimund sein Verhältnis zu ihm wiederherstellen zu können, indem er sich ihm als Vermittler anbot. Dafür hatte er sogar die Unterstützung Ludwigs IX. erhalten, der sich wiederholt beim Papst für seine Absolution einsetzte, die am 14. März 1244 ausgesprochen wurde. Die Verhandlungen hielten Raimund jedoch länger als beabsichtigt in Italien, so dass er nicht in die zeitgleich stattfindende Belagerung des Montségur eingreifen konnte, dessen Vernichtung das Konzil von Béziers in Reaktion auf das Attentat von Avignonet beschlossen hatte. Lediglich ein Ingenieur hatte sich in seinem Namen den Verteidigern angeschlossen, um ihnen ein Katapult zu bauen. Am 16. März 1244 hatte sich der Montségur ergeben müssen, 224 Katharer die ihrem Glauben nicht abschwören wollten wurden vor Ort verbrannt. Was Raimunds persönliche Angelegenheiten betraf, konnte er gegenüber Papst und Kaiser Teilerfolge verbuchen. Tatsächlich gelang es ihm zwischen beiden eine Kompromisslösung zu erreichen, indem der Kaiser die von ihm besetzten Gebieten im Kirchenstaat aufgeben, im Gegenzug vom Bann befreit und von den Lombardenstädten eine Entschädigung für erlittene Kriegsschäden erhalten sollte. Am Gründonnerstag dem 31. März 1244 beschworen Raimund und zwei staufertreue Prälaten für den Kaiser den Frieden mit dem Heiligen Stuhl vor der römischen Bevölkerung und der Kurie. Für seine Dienste hatte Raimund vom Kaiser den Besitz der provenzalischen Mark bestätigt bekommen, die ihm wegen seines Seitenwechsels 1241 entzogen worden war, und vom Papst die Absolution erhalten, die am 14. März vom Erzbischof von Narbonne verkündet worden war. Doch am Ende scheiterte der Frieden dennoch wegen des weiter bestehenden Misstrauens zwischen Kaiser und Papst. Schon im Dezember 1244 floh der Papst aus Rom in das sichere Lyon.

### Letzte Jahre
Trotzdem hatte Raimund in Anbetracht seiner Niederlage vom Vorjahr in Rom einige Erfolge verbuchen können. Einzig die Inquisition blieb nun für immer seinem Einfluss entzogen, die der Papst wieder ganz der Führung der Predigerbrüder anvertraut und dazu deren Kompetenzen noch erweitert hatte. Sein Widerstand gegen sie war damit zum Erliegen gekommen, so dass er sich die letzten Jahre seines Lebens in dieser Sache weitgehend der Untätigkeit hingab. Allerdings hatte er zur Situation auch nichts weiter beisteuern brauchen, da sich der Streit zwischen Dominikanern und den lokalen Bischöfen nicht beruhigte und der Papst des Konfliktes überdrüssig sich zunehmend der Position des Weltklerus zuneigte. Im Jahr 1248 hatte er die Inquisition in den Diözesen Agen, Toulouse, Cahors und Rodez, also den Territorien des Grafen von Toulouse, den Dominikanern entzogen und der Leitung des Bischofs von Agen unterstellt. Am 14. Mai 1249, wenige Monate vor Raimunds Tod, erfolgte schließlich der endgültige Todesstoß der dominikanischen Inquisition für das gesamte Languedoc. Raimund hatte dem nur noch mit einem Brief an den Papst vom 29. April 1248 nachhelfen müssen, indem er sich ob er Nachlässigkeit der Predigerbrüder in der Ketzerverfolgung beklagte.
Das einzige Ziel, dass Raimund bis zuletzt noch verfolgte, war die Umgestaltung seiner Erbfolge durch die Geburt eines Sohnes. Zuerst hatte er sich jedoch einer kirchlichen Untersuchung seiner Ehe mit Margarethe von Lusignan auf dem im Juni 1245 einberufenen Konzil von Lyon zu stellen. Als Cousin vierten Grades benötigte seine Ehe eine päpstliche Dispens, um volle Rechtsgültigkeit zu erlangen. Auf dem Konzil erfuhr er jedoch von der vierten Tochter des Grafen Raimund Berengar V. von der Provence, Beatrix, die noch immer unverheiratet und außerdem die Erbin ihres Vaters war, der passend zur Situation auch noch im Sterben lag. Am 25. September annullierte der Papst die Ehe mit Margarethe von Lusignan, wohl mit Raimunds Einverständnis, der sich sofort in das internationale Intrigenspiel um die Hand der provenzalischen Erbin warf. König Jakob I. von Aragón war mit Truppenmacht nach Aix gezogen, um seinen Sohn mit Beatrix zu verheiraten. Ihm stellte sich der französische Prinz Karl von Anjou entgegen, der von seiner Mutter zur Ehe gedrängt wurde. Alle drei Bewerber benötigten letztlich das Einverständnis des Papstes, um die Provence gewinnen zu können, da sie alle zu nah mit der Braut verwandt waren. Am Ende hatte Karl von Anjou dank seines Bruders den längeren diplomatischen Arm, als der Papst ihm den notwendigen Dispens gewährte, weil er König Ludwig IX. von Frankreich als Verbündeten gegen den Kaiser halten wollte. Für Raimund hatte sich damit die letzten Hoffnung auf einen Sohn zerschlagen und der Weg von Toulouse in den Besitz der französischen Krone vorgezeichnet. Denn auch seine Tochter sollte mit ihrem Mann keine Erben hinterlassen, so dass die Grafschaft als autonomes Fürstentum einer königlichen Seitenlinie hätte fortbestehen können. Nach beider Tod 1271 wurde sie für immer mit der königlichen Domäne vereint. Zeitgenössischen Gerüchten zufolge soll Raimund auch nach der gescheiterten provenzalischen Ehe nach einer Braut gesucht und während seiner Pilgerreise nach Santiago de Compostela 1246 dort spontan eine unbekannte Adlige geheiratet haben, die allerdings nie nach Toulouse gekommen war.

## Tod
Im Frühjahr 1247 wurde Raimund an den königlichen Hof bestellt, wo er von König Ludwig IX. zur Teilnahme an den beschlossenen Kreuzzug (Sechster Kreuzzug) gedrängt wurde. Unter Hinweis auf seine geringen finanziellen Mittel hatte er versucht, einer Zusage zu entgehen, worauf sich allerdings Königin Blanka für den Unterhalt seiner bewaffneten Pilgerreise aufzukommen bereit erklärte. Auch sollte ihm der Titel eines Herzogs von Narbonne zurückgegeben werden, der ihm 1229 abgenommen worden war. Diesem Angebot konnte er nicht widerstehen und er nahm das Kreuz, um doch noch die Reise in das Heilige Land anzutreten, zu der er sich im Pariser Vertrag verpflichtet hatte. Mit ihm zeigten sich auch einige andere okzitanische Landsleute zum Kreuzzug bereit, darunter der mittlerweile in Gnaden aufgenommene Raimund II. Trencavel und der ehemals berüchtigte Faydit Olivier de Termes. Allerdings hatte Raimund nie ernsthaft eine Kreuzzugsteilnahme in Betracht gezogen. Nachdem er am 25. August 1248 den König in Aigues-Mortes verabschiedet hatte, begab er sich nach Marseille, um dort auf sein in der Bretagne gebautes Schiff zu warten. Als dieses endlich eingetroffen war, hatten sich die spätherbstlichen Wetterbedingungen so weit verschlechtert, dass er die Abreise auf unbestimmte Zeit verschob.
Im Juni 1249 reiste Raimund nach Agen, um dort einen Streit zwischen dem Grafen von Armagnac und dem Vizegrafen von Lomagne zu schlichten. In dem nah gelegenen Ort Berlaigas ordnete er darauf, nach den Worten Guillaumes de Puylaurens, die Verbrennung von achtzig Häretikern an, die zuvor vor der bischöflichen Inquisition überführt aber geständig waren, womit ihre Hinrichtung nicht mit den Verfahrensregeln der Inquisition vereinbar war. Warum er diese Exekution angeordnet hat bleibt unklar, es sollte die einzige bleiben, die er in seinem Leben anordnete. Aber noch nicht einmal die schon als exzessiv empfundene dominikanische Inquisition hatte jemals eine solche Massenverbrennung angeordnet. Vermutlich hatte Raimund damit dem Papst die Wirksamkeit der von ihm unterstützten bischöflichen Inquisition demonstrieren wollen. Nach moderner Auffassung hatte er damit sein Verhalten in einen dunklen Schatten gestellt, zumal diese Handlung die letzte war, bevor er starb.
Im August 1249 verabschiedete Raimund seine Tochter und seinen Schwiegersohn in Aigues-Mortes zum Kreuzzug, denen er sich ebenfalls nicht anschloss. Danach zog er nach Millau, wo er von einem Fieber befallen wurde, dass er zunächst aber ignorierte. In Prix (heute Causse-et-Diège) bei Figeac angekommen, ließ er schließlich den Bischof von Albi zu sich kommen, um sich die heilige Kommunion spenden zu lassen. Zurück in Millau fand sich dort auch der Klerus und Adel des Languedoc ein, der von dem Zustand des Grafen erfahren hatte. In der Nacht vom 23. auf den 24. September legte er sein Testament nieder, in der er seine Bestattung in der Abtei Fontevraud zu Füssen seiner Mutter verfügte und nicht wie üblich in Toulouse, wo in der Kirche Saint-Sernin seine Ahnen ruhten. Im Beisein seines Neffen Raymond d’Alfaro und des Chronisten Guillaume de Puylaurens starb er am 27. September 1249. Über Albi, Gaillac, Rabastens und Toulouse ziehend wurde sein Leichnam für die Überwinterung in dem Kloster Paravis im Agenais untergebracht, um im Frühjahr 1250 schließlich in Fontevraud bestattet zu werden.

## Urteil
Das zeitgenössische Urteil über Raimund VII. fiel moderater aus als das seines Vaters, wobei er mit dem anonymen Fortsetzer der Canso de la Crosada und dem weltgeistlichen Guillaume de Puylaurens zwei ihm wohlgesinnte Chronisten besaß. Im Canso wird der junge Raimund ob seines Tatendrangs und ritterlicher Gesinnung gelobt und als idealer Anführer im Kampf gegen die nordfranzösischen Kreuzritter gepriesen, Eigenschaften die seinem Vater in Abrede gestellt wurden. Der okzitanische Autor bemühte dabei mehrmals die familiäre Beziehung des jungen Grafen zu dessen Onkel Richard Löwenherz. Guillaume de Puylaurens war ein Kritiker sowohl der Katharer, der Predigerbrüder und der französischen Königsmacht und betrachtete die Politik des Grafen Raimund VII. daher mit Wohlwollen, auch wenn er idealisierende Überhöhungen seiner Person vermied. Raimunds Kritiker kamen naturgemäß aus den Reihen der Predigerbrüder, die mit ihm über die Führung der Inquisition stritten. Der Dominikaner Guillaume Pelhisson unterstellte ihm während der Ereignisse in Toulouse des Jahres 1235/1236 deshalb der Förderung und Beschützung der Häresie. Überhaupt stand Raimund bei den eifernden Ketzerverfolgern als Sohn seines Vaters unter einem generellen Häresieverdacht, wenngleich ihre Kritik an ihm niemals in die hasserfüllte Polemik eines Pierre des Vaux-de-Cernay abgeglitten ist.
Jüngere Betrachtungen seiner Biographie zeichnen ein eher negatives Bild von Raimund VII., der laut Michel Roquebert in seinem politischen Handeln die Skrupellosigkeit eines machiavellischen Fürsten an den Tag gelegt habe. Dabei verweist er auf die häufigen Eid- und Vertragsbrüche, die der Graf begangen hatte, wenn sich die Situation ergab, und die sprunghaften politischen Seitenwechsel zwischen Kaiser und Papst, die von einem ausgeprägten Opportunismus zeugen. Die Nachsicht seiner Cousine Blanka von Kastilien, der er im Jahr 1229 sein Überleben als Graf von Toulouse verdankte, hatte er mit einem Verrat an deren Sohn im Jahr 1242 vergolten. Dabei war Raimund stets auf seinem persönlichen Nutzen und Machterhalt bedacht gewesen, für den er im Gegensatz zu seinem Vater bereit war eigene Untertanen zu opfern. Sein besonders in verklärender Romantik als Kampf gegen religiöse Intoleranz und staatlichen Zentralismus geschildertes Wirken gegen die Inquisition entpuppt sich am Ende als pragmatische Machtpolitik. Seine Rivalität zu den Predigerbrüdern hatte nicht die Abschaffung der Inquisition, sondern die Einflussnahme auf sie zum Ziel. Denn nicht zuletzt war es auch der Graf von Toulouse, der von den Güterkonfiszierungen überführter Häretiker Profit geschlagen hatte. Zumindest in dieser Hinsicht war er ein Jahr vor seinem Tod von Erfolg gekrönt. Die Nachfolgeregelung von Paris zu Fall zu bringen war ihm dagegen nicht gelungen.
Raimunds persönliche Einstellung zum katharischen Glauben war ähnlich der seines Vaters eher von Gleichgültigkeit geprägt. In seinem Gefolge waren Katharer ebenso anzutreffen wie Katholiken, aber wenn er es für seine Interessen opportun hielt, hatte er sie fallen gelassen, wie beispielsweise der Fall des Montségur 1244, der freilich nicht zu den Domänen des Grafen gehörte, oder die Massenverbrennung von Berlaigas 1249 veranschaulichen, welche übrigens die katharische Gemeinde des Languedoc zum ersten großen Exodus in die Lombardei veranlasst hat. Der mit Raimund sympathisierende Guillaume de Puylaurens hatte in erster Linie die Katharer für den Fall des Hauses Toulouse verantwortlich gemacht und unter anderem damit ihre Verfolgung gerechtfertigt.

## Familiäres

### Vorfahren
| Alfons Jordan von Toulouse (1103–1148) | Alfons Jordan von Toulouse (1103–1148) | Alfons Jordan von Toulouse (1103–1148) | Alfons Jordan von Toulouse (1103–1148) | Alfons Jordan von Toulouse (1103–1148) | Alfons Jordan von Toulouse (1103–1148) |                                     |                                     | Faydive von Uzès                    | Faydive von Uzès                    | Faydive von Uzès | Faydive von Uzès | Faydive von Uzès                     | Faydive von Uzès                     |                                      |                                      | Ludwig VI. von Frankreich (1081–1137) | Ludwig VI. von Frankreich (1081–1137) | Ludwig VI. von Frankreich (1081–1137) | Ludwig VI. von Frankreich (1081–1137) | Ludwig VI. von Frankreich (1081–1137) | Ludwig VI. von Frankreich (1081–1137) |                          |                          | Adelheid von Maurienne (ca.1092–1154) | Adelheid von Maurienne (ca.1092–1154) | Adelheid von Maurienne (ca.1092–1154) | Adelheid von Maurienne (ca.1092–1154) | Adelheid von Maurienne (ca.1092–1154) | Adelheid von Maurienne (ca.1092–1154) |  |  | Gottfried V. von Anjou (1113–1151) | Gottfried V. von Anjou (1113–1151) | Gottfried V. von Anjou (1113–1151) | Gottfried V. von Anjou (1113–1151) | Gottfried V. von Anjou (1113–1151)   | Gottfried V. von Anjou (1113–1151)   |                                      |                                      | Mathilde von England (1102–1167)     | Mathilde von England (1102–1167)     | Mathilde von England (1102–1167) | Mathilde von England (1102–1167) | Mathilde von England (1102–1167) | Mathilde von England (1102–1167) |                     |                     | Wilhelm X. von Aquitanien (1099–1137) | Wilhelm X. von Aquitanien (1099–1137) | Wilhelm X. von Aquitanien (1099–1137) | Wilhelm X. von Aquitanien (1099–1137) | Wilhelm X. von Aquitanien (1099–1137)  | Wilhelm X. von Aquitanien (1099–1137)  |                                        |                                        | Aénor von Châtellerault                | Aénor von Châtellerault                | Aénor von Châtellerault | Aénor von Châtellerault | Aénor von Châtellerault | Aénor von Châtellerault |
| Alfons Jordan von Toulouse (1103–1148) | Alfons Jordan von Toulouse (1103–1148) | Alfons Jordan von Toulouse (1103–1148) | Alfons Jordan von Toulouse (1103–1148) | Alfons Jordan von Toulouse (1103–1148) | Alfons Jordan von Toulouse (1103–1148) |                                     |                                     | Faydive von Uzès                    | Faydive von Uzès                    | Faydive von Uzès | Faydive von Uzès | Faydive von Uzès                     | Faydive von Uzès                     |                                      |                                      | Ludwig VI. von Frankreich (1081–1137) | Ludwig VI. von Frankreich (1081–1137) | Ludwig VI. von Frankreich (1081–1137) | Ludwig VI. von Frankreich (1081–1137) | Ludwig VI. von Frankreich (1081–1137) | Ludwig VI. von Frankreich (1081–1137) |                          |                          | Adelheid von Maurienne (ca.1092–1154) | Adelheid von Maurienne (ca.1092–1154) | Adelheid von Maurienne (ca.1092–1154) | Adelheid von Maurienne (ca.1092–1154) | Adelheid von Maurienne (ca.1092–1154) | Adelheid von Maurienne (ca.1092–1154) |  |  | Gottfried V. von Anjou (1113–1151) | Gottfried V. von Anjou (1113–1151) | Gottfried V. von Anjou (1113–1151) | Gottfried V. von Anjou (1113–1151) | Gottfried V. von Anjou (1113–1151)   | Gottfried V. von Anjou (1113–1151)   |                                      |                                      | Mathilde von England (1102–1167)     | Mathilde von England (1102–1167)     | Mathilde von England (1102–1167) | Mathilde von England (1102–1167) | Mathilde von England (1102–1167) | Mathilde von England (1102–1167) |                     |                     | Wilhelm X. von Aquitanien (1099–1137) | Wilhelm X. von Aquitanien (1099–1137) | Wilhelm X. von Aquitanien (1099–1137) | Wilhelm X. von Aquitanien (1099–1137) | Wilhelm X. von Aquitanien (1099–1137)  | Wilhelm X. von Aquitanien (1099–1137)  |                                        |                                        | Aénor von Châtellerault                | Aénor von Châtellerault                | Aénor von Châtellerault | Aénor von Châtellerault | Aénor von Châtellerault | Aénor von Châtellerault |
|                                        |                                        |                                        |                                        |                                        |                                        |                                     |                                     |                                     |                                     |                  |                  |                                      |                                      |                                      |                                      |                                       |                                       |                                       |                                       |                                       |                                       |                          |                          |                                       |                                       |                                       |                                       |                                       |                                       |  |  |                                    |                                    |                                    |                                    |                                      |                                      |                                      |                                      |                                      |                                      |                                  |                                  |                                  |                                  |                     |                     |                                       |                                       |                                       |                                       |                                        |                                        |                                        |                                        |                                        |                                        |                         |                         |                         |                         |
|                                        |                                        |                                        |                                        | Raimund V. von Toulouse (1134–1194)    | Raimund V. von Toulouse (1134–1194)    | Raimund V. von Toulouse (1134–1194) | Raimund V. von Toulouse (1134–1194) | Raimund V. von Toulouse (1134–1194) | Raimund V. von Toulouse (1134–1194) |                  |                  |                                      |                                      |                                      |                                      |                                       |                                       |                                       |                                       | Konstanze (ca.1128–1176)              | Konstanze (ca.1128–1176)              | Konstanze (ca.1128–1176) | Konstanze (ca.1128–1176) | Konstanze (ca.1128–1176)              | Konstanze (ca.1128–1176)              |                                       |                                       |                                       |                                       |  |  |                                    |                                    |                                    |                                    | Heinrich II. von England (1133–1189) | Heinrich II. von England (1133–1189) | Heinrich II. von England (1133–1189) | Heinrich II. von England (1133–1189) | Heinrich II. von England (1133–1189) | Heinrich II. von England (1133–1189) |                                  |                                  |                                  |                                  |                     |                     |                                       |                                       |                                       |                                       | Eleonore von Aquitanien (ca.1122–1204) | Eleonore von Aquitanien (ca.1122–1204) | Eleonore von Aquitanien (ca.1122–1204) | Eleonore von Aquitanien (ca.1122–1204) | Eleonore von Aquitanien (ca.1122–1204) | Eleonore von Aquitanien (ca.1122–1204) |                         |                         |                         |                         |
|                                        |                                        |                                        |                                        | Raimund V. von Toulouse (1134–1194)    | Raimund V. von Toulouse (1134–1194)    | Raimund V. von Toulouse (1134–1194) | Raimund V. von Toulouse (1134–1194) | Raimund V. von Toulouse (1134–1194) | Raimund V. von Toulouse (1134–1194) |                  |                  |                                      |                                      |                                      |                                      |                                       |                                       |                                       |                                       | Konstanze (ca.1128–1176)              | Konstanze (ca.1128–1176)              | Konstanze (ca.1128–1176) | Konstanze (ca.1128–1176) | Konstanze (ca.1128–1176)              | Konstanze (ca.1128–1176)              |                                       |                                       |                                       |                                       |  |  |                                    |                                    |                                    |                                    | Heinrich II. von England (1133–1189) | Heinrich II. von England (1133–1189) | Heinrich II. von England (1133–1189) | Heinrich II. von England (1133–1189) | Heinrich II. von England (1133–1189) | Heinrich II. von England (1133–1189) |                                  |                                  |                                  |                                  |                     |                     |                                       |                                       |                                       |                                       | Eleonore von Aquitanien (ca.1122–1204) | Eleonore von Aquitanien (ca.1122–1204) | Eleonore von Aquitanien (ca.1122–1204) | Eleonore von Aquitanien (ca.1122–1204) | Eleonore von Aquitanien (ca.1122–1204) | Eleonore von Aquitanien (ca.1122–1204) |                         |                         |                         |                         |
|                                        |                                        |                                        |                                        |                                        |                                        |                                     |                                     |                                     |                                     |                  |                  |                                      |                                      |                                      |                                      |                                       |                                       |                                       |                                       |                                       |                                       |                          |                          |                                       |                                       |                                       |                                       |                                       |                                       |  |  |                                    |                                    |                                    |                                    |                                      |                                      |                                      |                                      |                                      |                                      |                                  |                                  |                                  |                                  |                     |                     |                                       |                                       |                                       |                                       |                                        |                                        |                                        |                                        |                                        |                                        |                         |                         |                         |                         |
|                                        |                                        |                                        |                                        |                                        |                                        |                                     |                                     |                                     |                                     |                  |                  | Raimund VI. von Toulouse (1156–1222) | Raimund VI. von Toulouse (1156–1222) | Raimund VI. von Toulouse (1156–1222) | Raimund VI. von Toulouse (1156–1222) | Raimund VI. von Toulouse (1156–1222)  | Raimund VI. von Toulouse (1156–1222)  |                                       |                                       |                                       |                                       |                          |                          |                                       |                                       |                                       |                                       |                                       |                                       |  |  |                                    |                                    |                                    |                                    |                                      |                                      |                                      |                                      |                                      |                                      |                                  |                                  | Johanna (1156–1199)              | Johanna (1156–1199)              | Johanna (1156–1199) | Johanna (1156–1199) | Johanna (1156–1199)                   | Johanna (1156–1199)                   |                                       |                                       |                                        |                                        |                                        |                                        |                                        |                                        |                         |                         |                         |                         |
|                                        |                                        |                                        |                                        |                                        |                                        |                                     |                                     |                                     |                                     |                  |                  | Raimund VI. von Toulouse (1156–1222) | Raimund VI. von Toulouse (1156–1222) | Raimund VI. von Toulouse (1156–1222) | Raimund VI. von Toulouse (1156–1222) | Raimund VI. von Toulouse (1156–1222)  | Raimund VI. von Toulouse (1156–1222)  |                                       |                                       |                                       |                                       |                          |                          |                                       |                                       |                                       |                                       |                                       |                                       |  |  |                                    |                                    |                                    |                                    |                                      |                                      |                                      |                                      |                                      |                                      |                                  |                                  | Johanna (1156–1199)              | Johanna (1156–1199)              | Johanna (1156–1199) | Johanna (1156–1199) | Johanna (1156–1199)                   | Johanna (1156–1199)                   |                                       |                                       |                                        |                                        |                                        |                                        |                                        |                                        |                         |                         |                         |                         |
|                                        |                                        |                                        |                                        |                                        |                                        |                                     |                                     |                                     |                                     |                  |                  |                                      |                                      |                                      |                                      |                                       |                                       |                                       |                                       |                                       |                                       |                          |                          |                                       |                                       |                                       |                                       |                                       |                                       |  |  |                                    |                                    |                                    |                                    |                                      |                                      |                                      |                                      |                                      |                                      |                                  |                                  |                                  |                                  |                     |                     |                                       |                                       |                                       |                                       |                                        |                                        |                                        |                                        |                                        |                                        |                         |                         |                         |                         |
|                                        |                                        |                                        |                                        |                                        |                                        |                                     |                                     |                                     |                                     |                  |                  |                                      |                                      |                                      |                                      |                                       |                                       |                                       |                                       |                                       |                                       |                          |                          |                                       |                                       |                                       |                                       | Raimund VII. von Toulouse (1197–1249) |                                       |  |  |                                    |                                    |                                    |                                    |                                      |                                      |                                      |                                      |                                      |                                      |                                  |                                  |                                  |                                  |                     |                     |                                       |                                       |                                       |                                       |                                        |                                        |                                        |                                        |                                        |                                        |                         |                         |                         |                         |

### Ehen und Nachkommen
Raimund VII. war zwei Mal verheiratet. Im Winter 1205 wurde er mit der gerade erst geborenen Infanta Sancha verlobt, der Tochter König Peters II. von Aragón und der Maria von Montpellier, die ihm die Herrschaft Montpellier in die Ehe hätte bringen sollen. Allerdings war die Infanta bereits 1206 schon wieder gestorben. 1211 heiratete er schließlich eine weitere Infanta Sancha, Tochter des Königs Alfons II. und Schwester König Peters II. von Aragón, von der er nach der Geburt ihrer Tochter im Jahr 1220 getrennt lebte. 1241 wurde die Ehe wegen „geistlicher Verwandtschaft“ annulliert. Seine zweite Frau war seit 1243 Margarete von Lusignan, Tochter des Hugo X. von Lusignan, deren Ehe mit ihr wegen zu naher Verwandtschaft am 25. September 1245 annulliert wurde. Sie starb nach zwei weiteren Ehen im Jahr 1288. Die Trennungen von seinen Ehefrauen waren letztlich politisch motiviert gewesen. Denn darüber hinaus hatte sich Raimund letztlich erfolglos um zwei der vier Töchter des Grafen Raimund Berengar V. von der Provence, Sancha (Sancie) und Beatrix, bemüht.
Als sein einziges Kind war aus der ersten Ehe Johanna hervorgegangen. Sie wurde 1225 mit Hugo XI. von Lusignan verlobt, dem späteren Schwager ihres Vaters. Als Bedingung des Vertrags von Paris wurde sie 1229 mit dem Prinzen Alfons von Poitiers verlobt und im Jahr 1241 schließlich verheiratet. Da Johanna bei ihrem Tod 1271 selbst keine Kinder hinterlassen hatte, blieb sie die einzige Nachkommin Raimunds VII.